# Aspectes ètics, legals i socials en la recerca
Els acrònims ELSI (als Estats Units) i ELSA (a Europa) fan referència a activitats de recerca que anticipen i aborden les implicacions ètiques, legals i socials (ELSI (ethical, legal and social implications)) o aspectes (ELSA (ethical, legal and social aspects)) de les ciències emergents, en particular la genòmica i la nanotecnologia. Les ELSI es van concebre el 1988 quan James Watson, a la conferència de premsa que anunciava el seu nomenament com a director del Projecte de Genoma Humà (HGP (Human Genome Project)), va declarar de manera sobtada i inesperada que les implicacions ètiques i socials de la genòmica, requerien un esforç especial i que haurien de ser finançades directament pels Instituts Nacionals de Salut dels Estats Units. Així doncs, s'inicià un impuls per integrar la investigació social en la tecnologia, que s'anomenà en anglès "Elsification".
A Europa, en el context del programa Horitzó 2020, la recerca a l'estil d'ELSA s'emmarca ara sota el nom de Recerca i Innovació Responsable.

## Propagació
S'han desenvolupat diversos programes ELSI o ELSA a Canadà, Europa i l'extrem Orient. Alguns d'ells són:
- Estats Units d'Amèrica: Ethical, Legal and Social Implications Research Program (ELSI) - Agència fundadora: NIH, 1990.
- Canadà: Genomics-related Ethical, Environmental, Economic, Legal and Social Aspects (GE3LS) - Agència fundadora: Genome Canada, 2000.
- Corea del Sud: Implicacions Ètiques, Legals i Socials (ELSI) - Fundador: Govern de Corea del Sud, 2001.
- Gran Bretanya: ESRC Genomics Network (EGN) - Agència fundadora: ESRC, 2000.
- Països Baixos: Centre per a la Societat i les Ciències de la Vida (CSG) - Agència fundadora: Nederlands Genomics Initiatief, 2002.
- Noruega: Programa ELSA - Agència fundadora: Consell de Recerca de Noruega, 2002.
- Alemanya, Àustria i Finlàndia: ELSAGEN Programa de recerca transnacional - Agències fundadores: GEN-AU, FFG, DFG i Acadèmia de Finlàndia; 2008.

## Característiques
Existeixen quatre característiques habituals en els ELSA:
1. La seva proximitat o integració en projectes científics de gran escala.
2. L'aviat anticipació de possibles controvèrsies i problemes socials.
3. La interactivitat amb els grups d'interès i públic, encoratjant-los a prendre un paper actiu en el disseny de l'ordre del dia de la recerca.
4. La interdisciplinarietat trencant fronteres entre comunitats de recerca, com pot ser la bioètica.

## Recepció
L'enfocament ELSA en la investigació ha estat àmpliament recolzat per acadèmics que estudien l'impacte social de la ciència i la tecnologia, però també ha estat criticat. Michael Yesley, responsable del Departament d'Energia dels Estats Units d'Amèrica (DOE) i, integrant del Programa ELSI, afirma que aquest va ser un discurs de justificació, seleccionant temes de recerca ètica que faciliten l'avanç de la tecnologia genètica en lloc de desafiar-la. En altres paraules, la genòmica ELSA està al servei de la recerca genòmica.
D'altres però, estan completament a favor d'aquests programes. Alguns exemples de revistes acadèmiques, obertes a la publicació de resultats de recerca d'ELSA són: New Genetics and Society (Taylor and Francis) i Life Sciences, Society and Policy (SpringerOpen).